# Peter Matkovich
Peter Matkovich (Shabani) is een Zimbabwaans golfer en golfbaanarchitect.

## Loopbaan
Matkovich groeide op in Shabani, nabij de Fort Victoria in Zuid-Rhodesië, dat later onafhankelijk werd als Zimbabwe, in 1980. Zijn eerste kennismaking van een 18-holes golfbaan was bij de Shabani Golf Club. Al snel begon hij te trainen bij die golfclub en werd een competitieve golfamateur. In 1968 werd hij een golfprofessional en speelde drie jaar in Europa. Daarna speelde hij een jaar in Australië en deed ook meer dan 10 jaar mee op de Sunshine Tour.
In 1973 besloot Matkovich om met zijn familie te verhuizen naar Pinetown, Zuid-Afrika. Kort daarna golfde hij vooral op de Umhlali Country Club, dat toen een golfbaan was met 9-holes. Hij besloot om de golfbaan uit te breiden tot een 18 holesbaan. De nieuwe golfbaan werd officieel geopend in 1975 en daarmee verwezenlijkte hij zijn eerste werk als een golfbaanarchitect. Zijn volgende grote project was in Worcester, West-Kaap, en bouwde een nieuwe golfbaan bij een lokale golfclub.
In begin de jaren 1990 werkte hij samen met zijn goede vriend, Dale Hayes, als de "Matkovich & Hayes". Matkovich blonk uit als een golfdesigner en Hayes blonk uit als een zakenman. Hun eerste project was in 1994, bij de San Lameer Country Club, in Southbroom. In eerste instantie was het een golfresort en Matkovich maakte een 18 holesbaan met een par van 72. In de volgende decennia ontwierp Matkovich meer dan twintig golfbanen.

## Golfbanen
Matkovich ontwierp, tot op heden, meer dan 20 golfbanen en hieronder vind je een overzicht:
| Jaar | Golfbaan                      | Locatie                        |
| ---- | ----------------------------- | ------------------------------ |
| 1975 | Umhlali Country Club          | Ballito, KwaZoeloe-Natal       |
| 1993 | Silver Lakes Country Club     | Pretoria, Gauteng              |
| 1994 | San Lameer Country Club       | Southbroom, KwaZoeloe-Natal    |
| 1997 | Centurion Country Club        | Pretoria, Gauteng              |
| 1998 | Borrowdale Brook              | Zimbabwe                       |
| 1998 | Steenberg Golf Club           | Kaapstad, West-Kaap            |
| 1999 | Woodhill Country Club         | Pretoria, Gauteng              |
| 1999 | Arabella Golf Club            | Keinmond, West-Kaap            |
| 1999 | Leopard Rock Country Club     | Zimbabwe                       |
| 2000 | De Zalze Golf Club            | Stellenbosch, West-Kaap        |
| 2004 | Zebula Country Club           | Bela Bela, Limpopo             |
| 2005 | Elements Private Golf Reserve | Bela Bela, Limpopo             |
| 2005 | Golf du Chateau               | Mauritius                      |
| 2006 | Cotswold Downs Golf Club      | Hillcrest, KwaZoeloe-Natal     |
| 2006 | Pinnacle Point Golf Club      | Mosselbaai, West-Kaap          |
| 2006 | Prince's Grant Golf Club      | Dolphin Coast, KwaZoeloe-Natal |
| 2006 | Simbithi Country Club         | Ballito, KwaZoeloe-Natal       |
| 2007 | Hermanus Golf Club            | Hermanus, West-Kaap            |
| 2008 | Ebotse Golf & Country Estate  | Johannesburg, Gauteng          |
| 2009 | Dunblane Golf Estate          | Newcastle, KwaZoeloe-Natal     |